# Liste de l'observatoire mondial des monuments (2002)
Pour les articles homonymes, voir Liste de l'observatoire mondial des monuments.
Cet article recense les sites concernés par l'observatoire mondial des monuments en 2002.

## Généralités
L'observatoire mondial des monuments (World Monuments Watch en anglais) est le programme principal du Fonds mondial pour les monuments (World Monuments Fund), une organisation non gouvernementale à but non lucratif basée à New York, aux États-Unis. Cet observatoire a pour but d'identifier et de préserver les biens culturels importants en danger.
Tous les deux ans depuis 1996, le programme publie la liste des 100 sites les plus en danger, nécessitant des efforts de protection et de financement urgents. Ces sites sont proposés par les gouvernements, des organismes privés actifs dans le domaine patrimonial ou des individus. La liste est produite par un panel d’experts internationaux en architecture, archéologie, histoire de l'art et préservation ou restauration de sites patrimoniaux.

## Liste
| Site                                                             | Lieu                                                       | Pays               | Photo |
| ---------------------------------------------------------------- | ---------------------------------------------------------- | ------------------ | ----- |
| Églises de Moscopole                                             | Moscopole                                                  | Albanie            |       |
| Karl-Theodor Bridge                                              | Heidelberg                                                 | Allemagne          |       |
| Plantation Whylly                                                | Clifton Point, New Providence                              | Bahamas            |       |
| Église de Pervomaisk                                             | Pervomaisk, Ouzda, voblast de Minsk                        | Biélorussie        |       |
| Temples de Sri-Ksetra                                            | Près de Pyay                                               | Birmanie           |       |
| Sites rupestres de Vallegrande                                   | Vallegrande et Saipina                                     | Bolivie            |       |
| Centre historique de Mostar                                      | Mostar                                                     | Bosnie-Herzégovine |       |
| Paranapiacaba                                                    | Santo André (São Paulo), São Paulo                         | Brésil             |       |
| Temple de Jayavarman VII                                         | Banteay Chhmar, Thmar Puok                                 | Cambodge           |       |
| Ruedas de Agua                                                   | Larmahue, Pichidegua                                       | Chili              |       |
| Marché de Shaxi                                                  | Xian de Jianchuan, Yunnan                                  | Chine              |       |
| Pagode Daqin                                                     | Louguantai, xian de Zhouzhi, Shaanxi                       | Chine              |       |
| Paysage culturel de la Grande Muraille                           | Multiples                                                  | Chine              |       |
| Synagogue Ohel Rachel                                            | Shanghai                                                   | Chine              |       |
| Centre historique de Vukovar City                                | Vukovar                                                    | Croatie            |       |
| Lazaret de Dubrovnik                                             | Dubrovnik                                                  | Croatie            |       |
| Institut supérieur d'Art                                         | La Havane                                                  | Cuba               |       |
| Hôpital du sultan Al-Muayyad                                     | Le Caire                                                   | Égypte             |       |
| Khasekhemwy à Hiérakonpolis                                      | Edfou, Kom el-Ahmar                                        | Égypte             |       |
| Vallée des rois                                                  | Louxor                                                     | Égypte             |       |
| White And Red Monasteries                                        | Sohag                                                      | Égypte             |       |
| Église Saint Ann and the Holy Trinity                            | Brooklyn, New York                                         | États-Unis         |       |
| Kings Road House                                                 | West Hollywood, Californie                                 | États-Unis         |       |
| Lower Manhattan historique                                       | New York, New York                                         | États-Unis         |       |
| Maison d'Anson Goodyear                                          | Old Westbury, New York                                     | États-Unis         |       |
| Mission San Esteban del Rey                                      | Acoma Pueblo, Nouveau-Mexique                              | États-Unis         |       |
| Mission San Juan Capistrano                                      | San Juan Capistrano, Californie                            | États-Unis         |       |
| Cathédrale Saint-Pierre                                          | Beauvais                                                   | France             |       |
| Galerie des Actions de Monsieur le Prince, château de Chantilly  | Chantilly, Oise                                            | France             |       |
| Centre historique de Tbilissi                                    | Tbilissi                                                   | Géorgie (pays)     |       |
| Immeubles Art Nouveau                                            | Tbilissi, Batoumi, Koutaissi, Poti et Doucheti             | Géorgie (pays)     |       |
| Monastère de Bodbe                                               | Sighnaghi, Kakhétie                                        | Géorgie (pays)     |       |
| Mosquée de Larabanga                                             | Larabanga                                                  | Ghana              |       |
| Roussolakkos                                                     | Palékastro, Crète                                          | Grèce              |       |
| Paysage culturel du Río Usumacinta : Piedras Negras et Yaxchilan | Vallée du Río Usumacinta                                   | Guatemala          |       |
| Piedras Negras                                                   | Département du Petén                                       | Guatemala          |       |
| Anegundi                                                         | Gangavathi, Karnataka                                      | Inde               |       |
| Lutyens Bungalow Zone                                            | Delhi                                                      | Inde               |       |
| Résidence Koti                                                   | Hyderabad, Andhra Pradesh                                  | Inde               |       |
| Temple Dwarka Dheesh Mandir                                      | Ahmedabad, Gujarat                                         | Inde               |       |
| Temples de Nako                                                  | District de Kinnaur, Himachal Pradesh                      | Inde               |       |
| Omo Hada                                                         | Nias                                                       | Indonésie          |       |
| Citadelle d'Erbil                                                | Erbil                                                      | Irak               |       |
| Palais de Ninive et de Nimrud                                    | Près de Mosul                                              | Irak               |       |
| Beït-Shéarim                                                     | Kiryat Tivon                                               | Israël             |       |
| Cinque Terre                                                     | Ligurie                                                    | Italie             |       |
| Pont des Chaînes                                                 | Bagni di Lucca, Toscane                                    | Italie             |       |
| Port de Trajan                                                   | Fiumicino                                                  | Italie             |       |
| Centre historique de Falmouth                                    | Falmouth                                                   | Jamaïque           |       |
| Tomonoura                                                        | Fukuyama                                                   | Japon              |       |
| Pétra                                                            | Gaia                                                       | Jordanie           |       |
| Paysage culturel de Thimlich Ohinga                              | District de Migori                                         | Kenya              |       |
| Site archéologique d'Enfeh                                       | Enfeh                                                      | Liban              |       |
| Enclave historique de George Town                                | Georgetown, Penang                                         | Malaisie           |       |
| Front de rivière de Kampung Cina                                 | Kuala Terengganu                                           | Malaisie           |       |
| Fort de Médine                                                   | Médine                                                     | Mali               |       |
| Mnajdra                                                          | Qrendi                                                     | Malte              |       |
| Chapelle Inmaculada Concepción de Nurio                          | Nurio, Michoacán                                           | Mexique            |       |
| San Juan de Ulúa                                                 | Veracruz                                                   | Mexique            |       |
| Yaxchilan                                                        | Chiapas                                                    | Mexique            |       |
| Complexe monastique de Barbary-Bosia                             | Butuceni, raion d'Orhei                                    | Moldavie           |       |
| Monastère d'Itum                                                 | Kathmandou                                                 | Népal              |       |
| Teku Thapathali                                                  | Katmandou                                                  | Népal              |       |
| Murs de Benin City                                               | Benin City, État d'Edo                                     | Nigeria            |       |
| Uch                                                              | Uch, Pendjab                                               | Pakistan           |       |
| Fort San Gerónimo                                                | Portobelo                                                  | Panama             |       |
| Fort San Lorenzo                                                 | Portobelo                                                  | Panama             |       |
| Caral                                                            | Province de Barranca                                       | Pérou              |       |
| Centre historique de Cusco                                       | Cusco                                                      | Pérou              |       |
| Chapelle San Pedro de Mórrope                                    | Mórrope                                                    | Pérou              |       |
| Chapelles missionnaires de la vallée d'Oyón                      | Taucur, Andajes, La Chimba, Nava, Quichas, Mallay et Rapaz | Pérou              |       |
| Église San Cristóbal de Rapaz                                    | Rapaz                                                      | Pérou              |       |
| Los Pinchudos                                                    | Parc national Río Abiseo                                   | Pérou              |       |
| Sanctuaire de Nuestra Señora de Cocharcas                        | Chincheros                                                 | Pérou              |       |
| Wiślica                                                          | Wiślica                                                    | Pologne            |       |
| Forteresse de Terezín                                            | Terezín                                                    | République tchèque |       |
| Abbaye de Selby                                                  | Selby, Angleterre                                          | Royaume-Uni        |       |
| Château de Sinclair et Girnigoe                                  | Wick, Écosse                                               | Royaume-Uni        |       |
| Église Saint-George de Bloomsbury                                | Londres, Angleterre                                        | Royaume-Uni        |       |
| Entrpôts de sucre de Greenock                                    | Greenock, Écosse                                           | Royaume-Uni        |       |
| Stowe House                                                      | Stowe, Angleterre                                          | Royaume-Uni        |       |
| Villa romaine de Brading                                         | Brading, île de Wight                                      | Royaume-Uni        |       |
| Arkhangelskoïe                                                   | Moscou                                                     | Russie             |       |
| Bâtiment du Narkomfin                                            | Moscou                                                     | Russie             |       |
| Bibliothèque de Viipuri                                          | Vyborg, oblast de Léningrad                                | Russie             |       |
| Église de l'Assumption de Kondopoga                              | Kondopoga, République de Carélie                           | Russie             |       |
| Église de Notre-Sauveur-sur-le-Marché                            | Rostov Veliki, oblast de Iaroslavl                         | Russie             |       |
| Monastère de la Nouvelle Jérusalem                               | Istra                                                      | Russie             |       |
| Palais chinois du palais d'Oranienbaum                           | Lomonossov, Saint-Pétersbourg                              | Russie             |       |
| Pétroglyphes de Carélie                                          | République de Carélie                                      | Russie             |       |
| Centre historique de Prizren                                     | Prizren, Kosovo                                            | Serbie             |       |
| Monastères de Peć et Visoki Dečani                               | Dečani et Peć, Kosovo                                      | Serbie             |       |
| Synagogue de Subotica                                            | Subotica                                                   | Serbie             |       |
| Citadelle d'Alep                                                 | Alep                                                       | Syrie              |       |
| Vieille ville de Damas                                           | Damas                                                      | Syrie              |       |
| Centre historique de Bagamoyo                                    | Bagamoyo                                                   | Tanzanie           |       |
| Merv                                                             | Bairam Ali                                                 | Turkménistan       |       |
| Cathédrale d'Ani                                                 | Ani                                                        | Turquie            |       |
| Église du Saint-Sauveur d'Ani                                    | Ani                                                        | Turquie            |       |
| Petite Sainte-Sophie                                             | Istanbul                                                   | Turquie            |       |
| Temple d'Auguste et de Rome                                      | Ankara                                                     | Turquie            |       |
| Tepebaşı                                                         | Gaziantep                                                  | Turquie            |       |
| Chersonèse                                                       | Sébastopol                                                 | Ukraine            |       |
| Église de Notre-Sauveur de Berestove                             | Kiev                                                       | Ukraine            |       |
| Tarim                                                            | Hadramaout                                                 | Yémen              |       |